# Estadis de futbol de Catalunya
Aquest article és una llista dels estadis de futbol de Catalunya amb una capacitat de més de 5.000 espectadors.

## Estadis amb més capacitat
| Núm. | Nom                                                                                            | Nom                          | Ciutat                                | Data d'inauguració | Rànquing UEFA | Aforament | Ús                       |
| ---- | ---------------------------------------------------------------------------------------------- | ---------------------------- | ------------------------------------- | ------------------ | ------------- | --------- | ------------------------ |
| 1    |                                                                                                | Camp Nou                     | Barcelona, Barcelonès                 | 1957               |               | 99,354    | FC Barcelona             |
| 2    |                                                                                                | Olímpic Lluís Companys       | Barcelona, Barcelonès                 | 1927               |               | 55.926    | Ús municipal             |
| 3    |                                                                                                | RCDE Stadium                 | Cornellà de Llobregat, Baix Llobregat | 2009               |               | 40.500    | RCD Espanyol             |
| 4    |                                                                                                | Municipal de Montilivi       | Girona, Gironès                       | 1970               |               | 15.000    | Girona FC                |
| 5    |                                                                                                | Nou Estadi de Tarragona      | Tarragona, Tarragonès                 | 1971               |               | 14.500    | Nàstic de Tarragona      |
| 6    |                                                                                                | Camp d'Esports               | Lleida, Segrià                        | 1919               |               | 13.500    | Lleida Esportiu          |
| 7    |                                                                                                | Nova Creu Alta               | Sabadell, Vallès Occidental           | 1967               |               | 11.981    | CE Sabadell              |
| 8    |                                                                                                | Olímpic de Terrassa          | Terrassa, Vallès Occidental           | 1960               |               | 11.500    | Terrassa Olímpica 2010   |
| 9    |                                                                                                | Estadi Municipal Vilatenim   | Figueres, Alt Empordà                 | 1986               |               | 9.472     | UE Figueres              |
| 10   |                                                                                                | Nou Sardenya                 | Barcelona, Barcelonès                 | 1995               |               | 7.000     | CE Europa                |
| 11   |                                                                                                | Estadi de la Feixa Llarga    | L'Hospitalet de Llobregat, Barcelonès | 1999               |               | 6.740     | CE L'Hospitalet          |
| 12   |                                                                                                | Narcís Sala                  | Barcelona, Barcelonès                 | 1970               |               | 6.550     | UE Sant Andreu           |
| 13   |                                                                                                | Nou Municipal de Palamós     | Palamós, Baix Empordà                 | 1989               |               | 6.000     | Palamós CF UE Llagostera |
| 13   |                                                                                                | Ciutat Esportiva Dani Jarque | Sant Adrià de Besòs, Barcelonès       | 2001               |               | 6.000     | RCD Espanyol "B"         |
| 13   | 014 Ciutat Esportiva Joan Gamper, Futbol Club Barcelona (Sant Joan Despí), estadi Johan Cruyff | Estadi Johan Cruyff          | Sant Joan Despí, Baix Llobregat       | 2019               |               | 6.000     | FC Barcelona "B"         |
| 16   | Camp Reus                                                                                      | Camp Nou Municipal           | Reus, Baix Camp                       | 1978               |               | 5.000     | Reus Deportiu            |
| 16   |                                                                                                | Nou Municipal                | Santa Coloma de Gramenet, Barcelonès  | 1994               |               | 5.000     | UDA Gramenet             |
| 16   |                                                                                                | La Bòbila                    | Gavà, Baix Llobregat                  | 1995               |               | 5.000     | CF Gavà CA Gavà          |

## Antics estadis
| Núm. | Nom | Nom               | Ciutat                | Dates de funcionament | Aforament | Ús               |
| ---- | --- | ----------------- | --------------------- | --------------------- | --------- | ---------------- |
| 1    |     | Camp de Les Corts | Barcelona, Barcelonès | 1922 - 1966           | 60.000    | FC Barcelona     |
| 2    |     | Estadi de Sarrià  | Barcelona, Barcelonès | 1923 - 1997           | 44.000    | RCD Espanyol     |
| 3    |     | Mini Estadi       | Barcelona, Barcelonès | 1982 - 2019           | 15.276    | FC Barcelona "B" |